# Karin Stieringer
Karin Stieringer  (* 16. September 1930 in Bremen) ist eine deutsche Rechtsanwältin und Politikerin (SPD/CDU) in Bremen. Sie war Mitglied der Bremischen Bürgerschaft. 

## Biografie

### Ausbildung und Beruf
Stieringer arbeitete zunächst als Stenotypistin. Sie studierte dann an der Universität Göttingen Rechtswissenschaften und war danach als Rechtsanwältin und Notarin in Bremen-Schwachhausen tätig.
Sie hat neben Beruf und Politik fünf Kinder groß gezogen. 

### Politik
Stieringer wurde 1950 Mitglied in der SPD Bremen. 1975 wechselte sie zur CDU Bremen.  
Sie war von 1971 bis 1975 für die SPD und von 1979 bis 1991 für die CDU rund 16 Jahre lang Mitglied in der Bremischen Bürgerschaft und wirkte dort in verschiedenen Deputationen und Ausschüssen. Von 1979 bis 1987 war sie Stellvertretende Vorsitzende des Datenschutzausschusses in der Bürgerschaft.

### Weitere Mitgliedschaften
- Stieringer war mehr als 25 Jahre Rechtsreferentin im Landesfrauenrat.
- Sie war ehrenamtlich für die Innere Mission tätig
- Seit 1992 war sie Mitglied der Seniorenvertretung der Stadtgemeinde Bremen

### Ehrungen
- 2002 wurde Stieringer das Bundesverdienstkreuz am Bande für ihr ehrenamtliches Engagement verliehen.
- 2006 wurde sie durch den Bremer Frauenausschuss zur Bremer Frau des Jahres benannt